# Livré-la-Touche
Livré-la-Touche è un comune francese di 796 abitanti situato nel dipartimento della Mayenne nella regione dei Paesi della Loira.
Si è chiamato Livré fino al 3 ottobre 2008

## Società

### Evoluzione demografica
Abitanti censiti